# Живојин Ђорђевић
Живојин Ђорђевић (Пожаревац, 28. март/9. април 1872 — Београд, 27. новембар 1957) био је биолог, зоолог и професор Медицинског факултета Универзитета у Београду.

## Биографија
Рођен у Пожаревцу од оца Михајла, трговца, и мајке Катарине, домаћице, рођене Јоцковић. Завршио је Природно-математички одсек на Великој школи у Београду, усавршио се у Женеви код најпознатијих европских зоолога Карла Фогта и Емила Јунга где је докторирао 1895. године. По завршетку школовања, предавао је зоологију на Великој школи где је 1898. изабран у звање ванредног професора, а потом и на новооснованом Универзитету у Београду. Од је 1899. преузео управу над Зоолошким заводом, где је извршио радикалну реформу наставе биологије увођењем нових предмета: Општа зоологија, Упоредна анатомија, Цитологија, Хистологија, Ембриологија, и Практичних вежбања и познавања микроскопских метода, техника и поступака.
Бавио се фаунистиком, проучавајући различите групе животиња (водоземци, гмизавци, рачићи) и проблемима примењених наука (паразитологија, епидемиологија, рибарство, зоотехника). Оснивач је Океанографског института у Сплиту и Хидробиолошког завода на Охридском језеру, а један је од оснивача Медицинског, Пољопривредног и Ветеринарског факултета. Био је дописни члан Српске краљевске академије од 1906. и редовни од 1922, дописни члан Југословенске академије знаности и умјетности, члан Чешког биолошког друштва и Руске академије Шевченко, касније и председник Југословенског биолошког друштва. Сматра се пиониром истраживачког рада у области хидробиологије на подручју Југоисточне Европе, оснивач је модерне зоологије у Србији и творац Српске биолошке научне терминологије. Објавио је бројне научне и стручне радове, а аутор је и три уџбеника: Систематика кичмењака и бескичмењака, Зоологија I, Зоологија II.
Био је први декан Ветеринарског факултета Универзитета у Београду 1936/37 године. Био је 1919/20 декан Филозофског факултета Универзитета у Београду.
Био је ожењен Даницом. Умро је у Београду 1957. године.